# جلال على لطفي
جلال على لطفي من مواليـد 1925. وهو من جيل القضاة الأوائل الذين أسهموا بفعالية في نشر الثقافة القانونية عبر أحكامهم وبحوثهم المنشورة بمجلة الأحكام القضائية وتنقل في القضاء الي وزارة العدل ثم الي رئاسة القضاء ثم الي وزارة الخارجية ثم رئيساً للمحكمة الدستورية وله إسهامات فعالة في تطور النظام القضائي فهو أول رئيس قضاء في ظل حكومة الإنقاذ الوطني في 30/6/1989 ، طاف كثيرا من الأجهزة القضائية وتولى رئاسة القضاء في 1989 وحتى 1994م

## المؤهلات العلمية
1. دبلوم في القانون – كلية غردون التذكارية (1949)
2. دبلوم أكاديمي فوق الجامعة – جامعة لنـدن (1963)
3. ماجستيـر في القانون جامعة لنـدن (1965)

## المناصب التي تولاها
1. عضو الهيئة القضائية (1949)
2. النائب العام لجمهورية السودان الديمقراطية
3. عضو المحكمة العليا
4. رئيس تحرير مجلة الأحكام القضائية
5. رئيس وعضو عدد من اللجان التي كلفت بوضع الدستور وإعادة النظر في القوانين والخدمة المدنية
6. عضو لجنة إعادة النظر في القوانين لتتمشى مع الشريعة الإسلامية
7. ممثل السودان في اللجان التي أسست ووضعت لوائح البرلمانات العربية
8. رئيس لجنة التشريع والشؤون القانونية بمجلس الشعب (البرلمان(
9. وزير شؤون مجلس الشعب
10. الرئيس المناوب للجنة الشؤون الدستورية والقانونية ببرلمان وادي النيل
11. محامي
12. محاضر غير متفرغ بجامعة الخرطوم
13. رئيس قضاء السودان من 29/7/1989 إلى 8/1994
14. سفير بوزارة العلاقات الخارجية
15. رئيس المحكمة الدستورية منذ 29/12/1998

1. ↑  موقع السلطة القضائية السودانية- صفحة رؤساء سابقين
2. ↑  صفحة المحكمة الدستورية - مملكة البحرين